# Дюсберг, Натали
Натали Дюсберг (нем. Natalie Duesberg, урождённая Явурек, нем. Javourek; 14 января 1873, Марибор — 22 февраля 1936, Вена) — австрийская пианистка и музыкальный педагог. Жена скрипача Августа Дюсберга, мать скрипачей Норы Дюсберг-Барановски и Херберта Дюсберга.

## Биография
Училась в Венской академии музыки у Юлиуса Эпштейна и Августа Штурма, частным образом у Теодора Лешетицкого. В 1894 г. вышла замуж за скрипача Августа Дюсберга, выступала с ним в дуэте (в частности, много исполняя произведения Макса Йенча, в том числе посвящённый ей фортепианный квартет). В 1897 г. супруги Дюсберг открыли в Вене частную музыкальную школу.
Спорадически выступала с собственными композициями — так, в 1912 году представила венской публике свою Славянскую серенаду (фр. Sérénade slave) для скрипки и фортепиано в дуэте с дочерью Норой.